# عملیات میشائیل

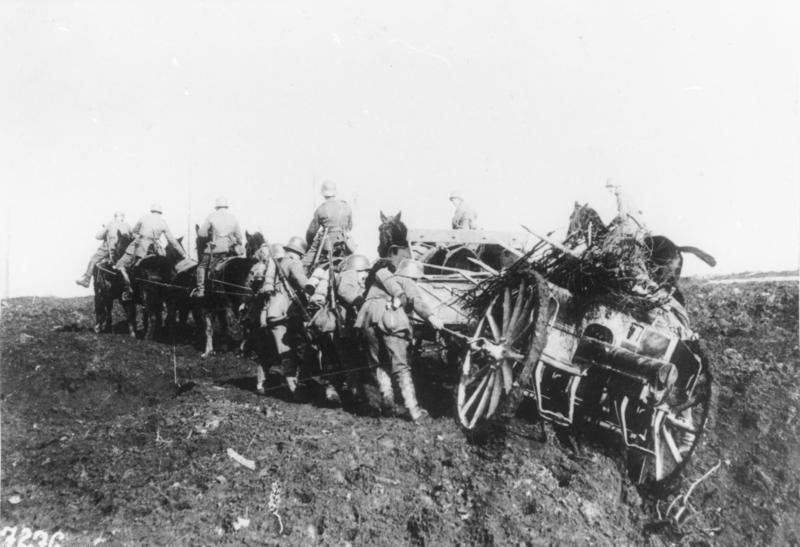
سربازان کمک می‌کنند تا تفنگ صحرایی ۷۷ میلی‌متری آلمانی را که توسط اسب کشیده می‌شود، بر روی زمین، به جلو برود، مارس ۱۹۱۸

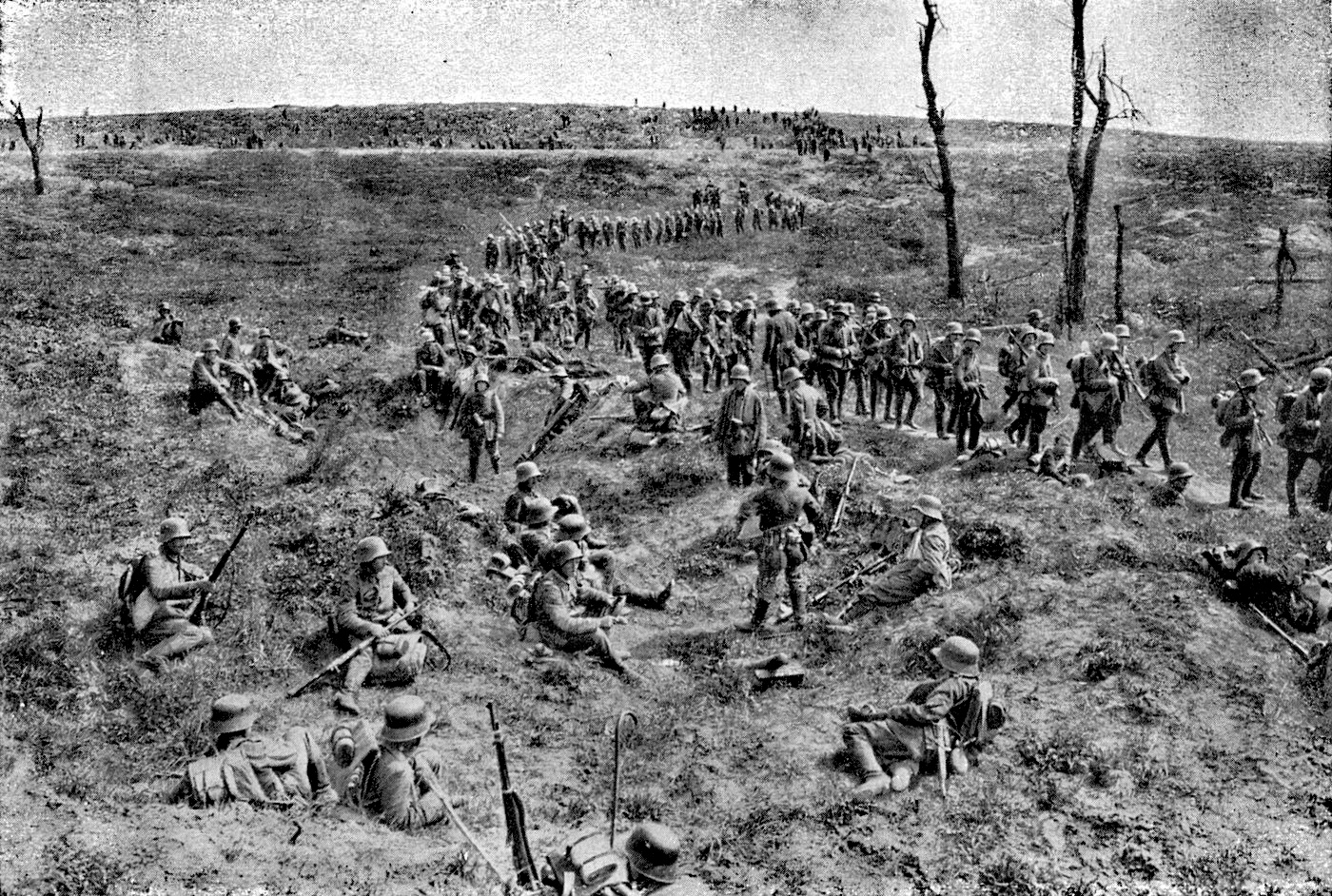
در حالی که برخی از سربازان آلمانی در حال استراحت هستند برخی دیگر به پیشروی خود از در اراضی بایر سام ادامه می‌دهند

عملیات مایکل (به آلمانی: Unternehmen Michael) یک حمله نظامی بزرگ آلمان در طول جنگ جهانی اول بود این عملیات از خط هیندنبورگ، در مجاورت سنت کوئنتین، فرانسه آغاز شد. هدف آن شکستن خطوط متفقین و پیشروی در جهت شمال غربی برای تصرف بندرها کانال، که نیروی اعزامی بریتانیا را تأمین می‌کرد و به راندن آن‌ها به داخل دریا بود. دو روز بعد ژنرال اریش لودندورف، رئیس ستاد کل آلمان، نقشه خود را تنظیم کرد و برای حمله به غرب، در امتداد کل جبهه بریتانیا در شمال رودخانه سوم، فشار آورد. ارتش آلمان تلفات زیادی متحمل شده بود و قادر به تأمین تجهیزات برای نیروهای پیشرو نبود. ش اعظم زمینی که بر سر آن جنگید، بیابان به جا مانده از نبرد سام در سال ۱۹۱۶ بود. شکست تهاجم آغاز پایان جنگ جهانی اول برای آلمان بود. ورود نیروهای کمکی بزرگی از ایالات متحده به فرانسه جایگزین تلفات متفقین شد. اما ارتش آلمان نتوانست تلفات خود را جبران کند عملیات مایکل نتوانست به اهداف خود دست یابد و پیشروی آلمان در نبرد دوم سام در جریان حمله صد روزه متفقین معکوس شد.

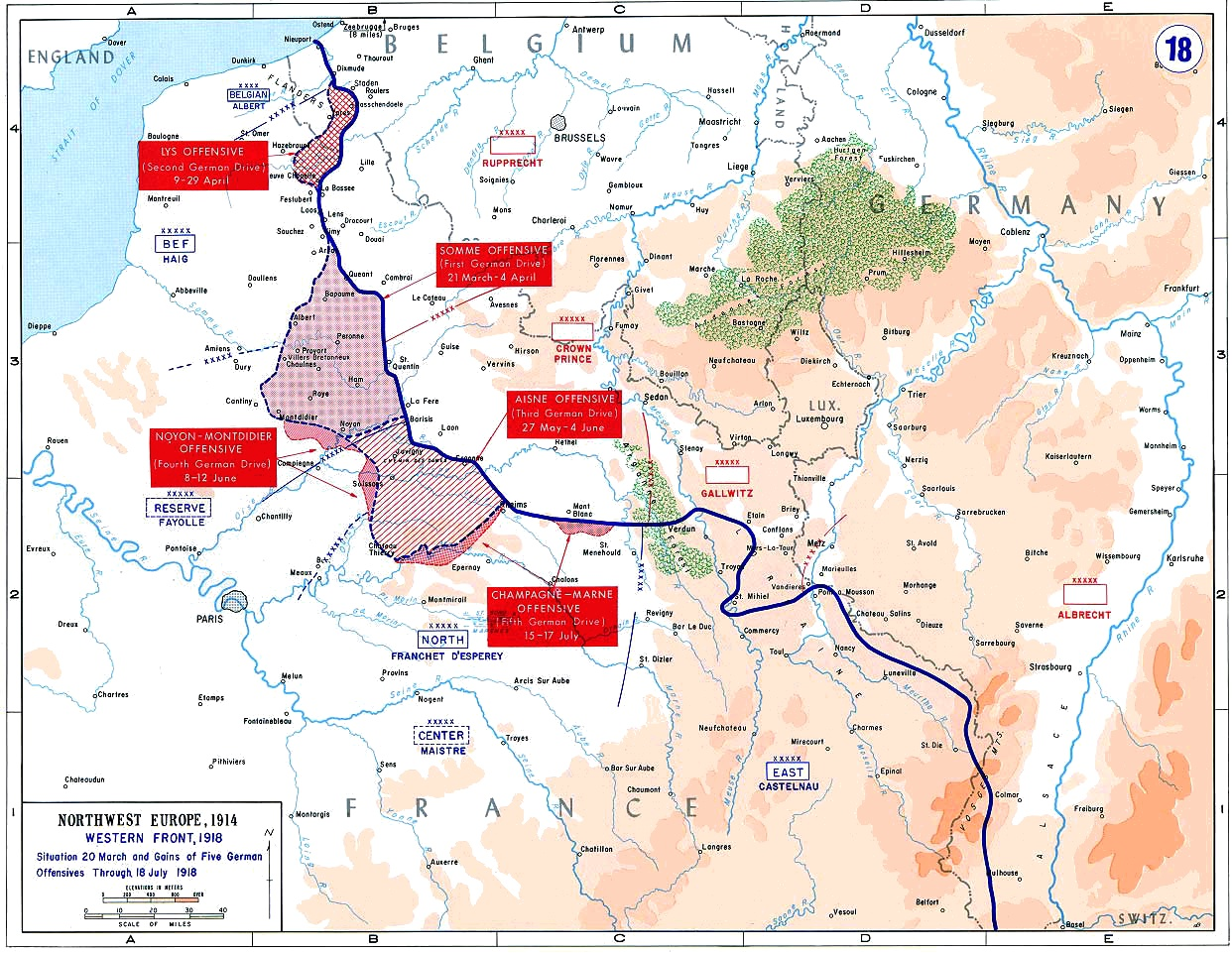
دستاوردهای آلمان در اوایل ۱۹۱۸.

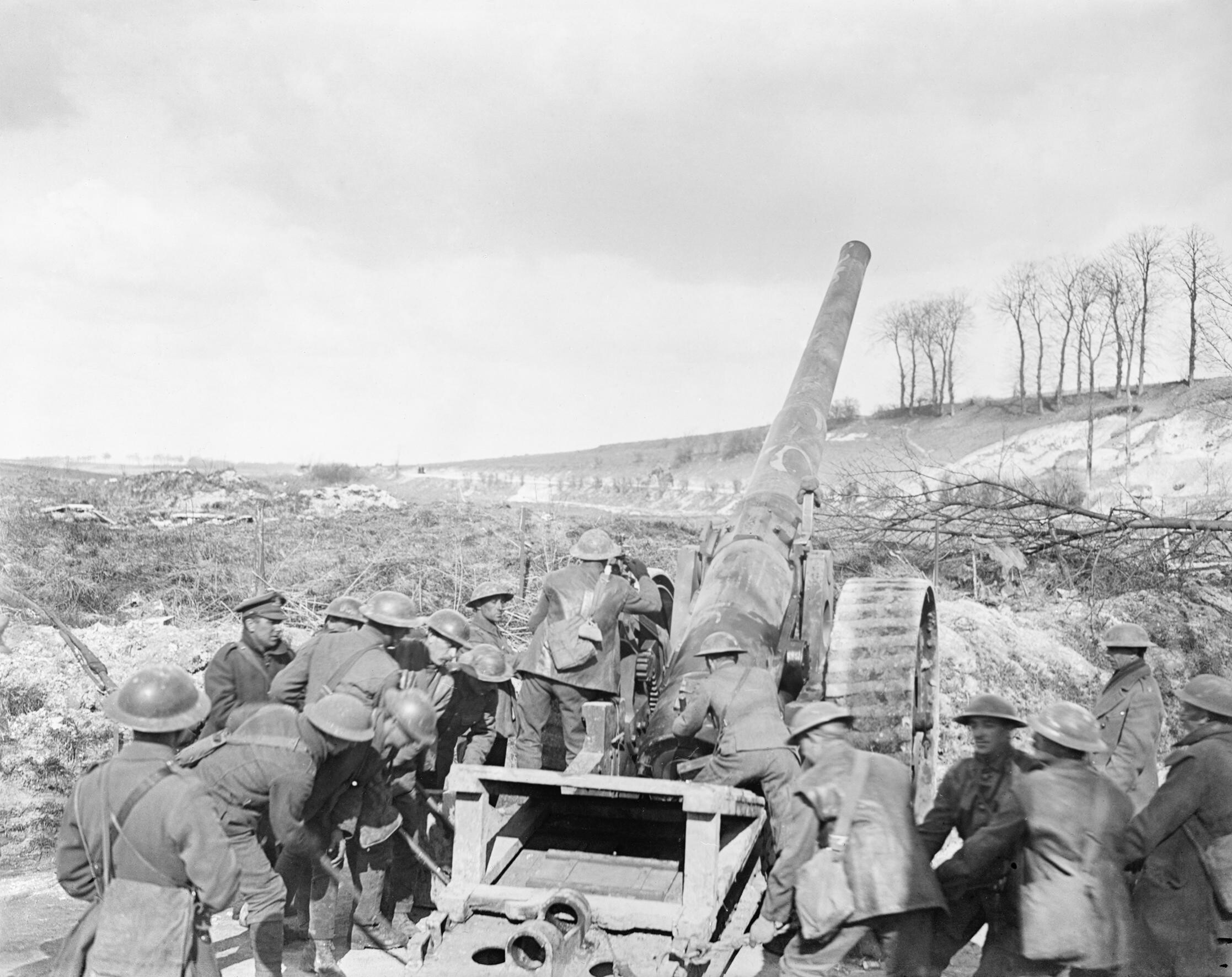
توپخانه بریتانیا در حین عملیات مستقر در آنکر

## عواقب
آلمانی‌ها ۳۱۰۰ کیلومتر مربع (۱۲۰۰ مایل مربع) از فرانسه را تصرف کرده بودند و تا ۶۵ کیلومتر (۴۰ مایل) پیشروی کردند اما به هیچ‌یک از اهداف استراتژیک خود دست نیافته بودند. بیش از ۷۵۰۰۰ سرباز انگلیسی اسیر شده بودند و ۱۳۰۰ قبضه توپ و ۲۰۰ تانک از بین رفته بودند که در قیاس با تلفات نیروهای نخبه آلمانی و شکست در تصرف آمیان و آراس، ارزش نظامی چندانی نداشت. جابجایی زمین تصرف شده سخت بود و دفاع از آن دشوار بود، زیرا قسمت اعظم آن بخشی از بیابان محل درگیری در نبرد سام در سال ۱۹۱۶ بود. در مارس ۱۹۱۷، زیرساخت‌های حمل‌ونقل تخریب شده و چاه‌ها مسموم شده بودند، زیرا آلمان در مارس ۱۹۱۷ به سمت خط هیندنبورگ عقب‌نشینی کرده بودند.